# Episodi di Moesha (prima stagione)
La prima stagione della serie televisiva Moesha è stata trasmessa in anteprima negli Stati Uniti d'America dalla UPN tra il 23 gennaio 1996 e il 21 maggio 1996.
| nº | Titolo originale       | Titolo italiano | Prima TV USA     | Prima TV Italia |
| -- | ---------------------- | --------------- | ---------------- | --------------- |
| 1  | Pilot                  |                 | 23 gennaio 1996  |                 |
| 2  | Friends                |                 | 30 gennaio 1996  |                 |
| 3  | Sixteen                |                 | 6 febbraio 1996  |                 |
| 4  | Hakeem Owes Moesha Big |                 | 13 febbraio 1996 |                 |
| 5  | Million Boy March      |                 | 20 febbraio 1996 |                 |
| 6  | Driving Miss Moesha    |                 | 5 marzo 1996     |                 |
| 7  | Chain, Chain, Chain    |                 | 12 marzo 1996    |                 |
| 8  | Job                    |                 | 26 marzo 1996    |                 |
| 9  | Niece                  |                 | 9 aprile 1996    |                 |
| 10 | Reunion                |                 | 23 aprile 1996   |                 |
| 11 | The Ditch Party        |                 | 30 aprile 1996   |                 |
| 12 | Mother's Day           |                 | 7 maggio 1996    |                 |
| 13 | Baby Love              |                 | 14 maggio 1996   |                 |
| 14 | Hakeem's New Flame     |                 | 21 maggio 1996   |                 |